# Razgranjena presličica
Razgranjena presličica (latinski: Muscari botryoides) gomoljasta je višegodišnja biljka iz roda Muscari. Ponekad se uzgaja kao ukrasna biljka.
Cvjetovi su tijesno povezani, gotovo okrugli. Donji plodni cvjetovi usmjereni su prema dolje, dok gornji, obično blijedi i sterilni, su okrenuti prema gore. Cvjetovi su svijetlo plave boje s bijelim režnjama na kraju kod divljih vrsta, ali dostupne su i druge boje, uključujući bijelu. M. botryoides potječe iz središnje i jugoistočne Europe, raste na otvorenim šumskim i planinskim livadama. U Hrvatskoj raste na Velebitu. Lukovice ove biljke smatraju se otrovnima, no u prokuhanom su stanju jestive. Jestivi su i ukiseljeni cvjetovi te cvjetni pupovi biljke. Na isti se način mogu koristiti i drugi kod nas rastući pripadnici roda Muscari.

## Vanjske poveznice
- USDA Plants Profile: Muscari botryoides